# Oscar Dessomville
Oscar Charles Dessomville, född 19 augusti 1876 i Gent, död 30 augusti 1938 i Gent, var en belgisk roddare.
Han blev olympisk silvermedaljör i åtta med styrman vid sommarspelen 1908 i London.